# Teresin (województwo małopolskie)
Teresin – wieś w Polsce położona w województwie małopolskim, w powiecie proszowickim, w gminie Proszowice.

## Historia
W latach 1975–1998 miejscowość położona była w województwie krakowskim.

## Geneza nazwy
Według legendy nazwa Teresin pochodzi od imienia służącej miejscowego szlachcica, Teresy. Szlachcic ten przegrał w karty połowę swojej wsi i ową służącą. Nowa wieś została nazwana Teresinem.

## Obiekty
- Remiza Ochotniczej Straży Pożarnej i świetlica
- Krzyż na rozstaju dróg z 1840 r.
- Kapliczka Chrystusa Frasobliwego z 1909 r.
- Boisko do piłki nożnej i siatkówki
- Zbiornik i przepompownia wody dla powiatu proszowickiego

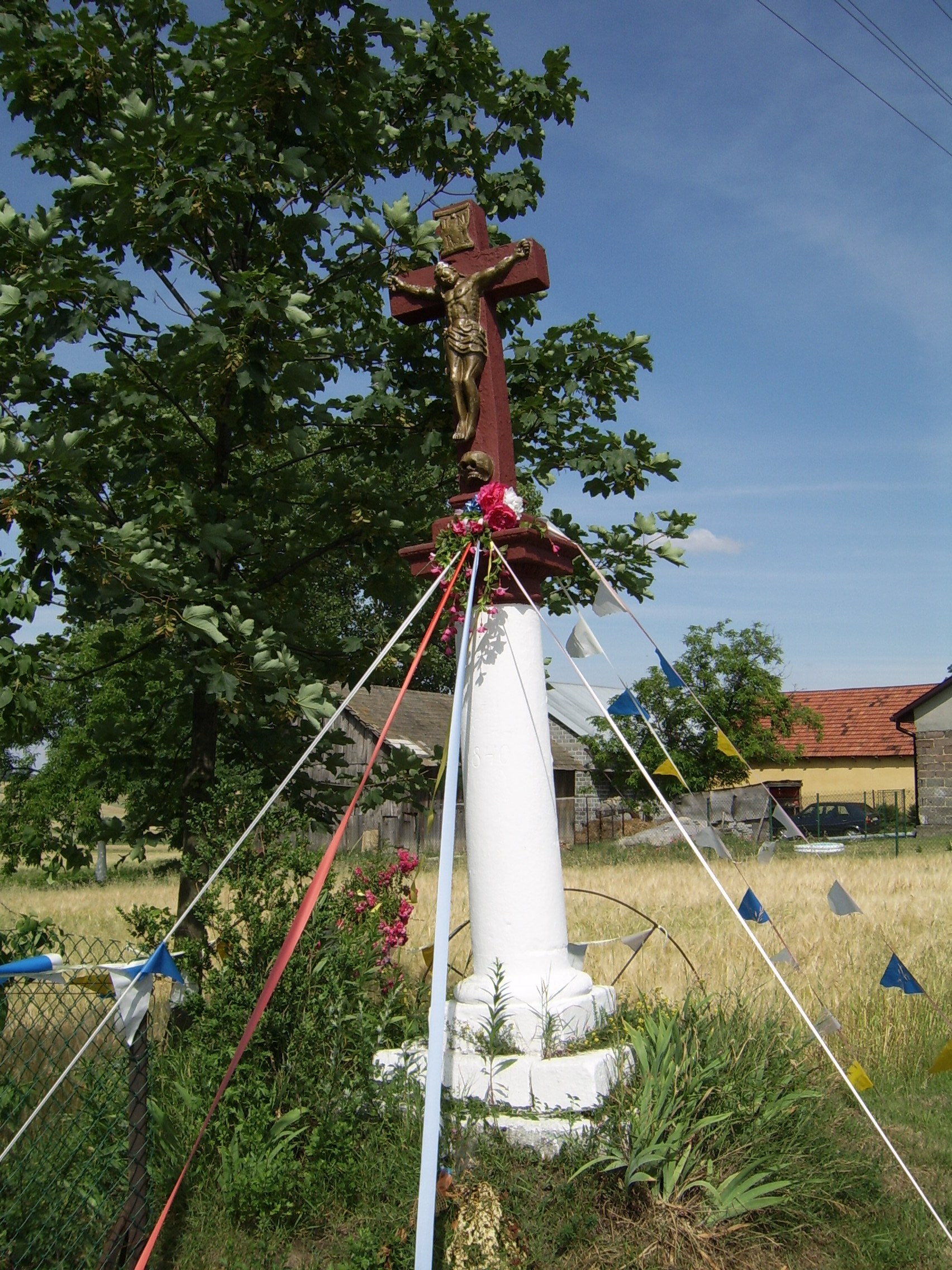
Krzyż z 1840 r.
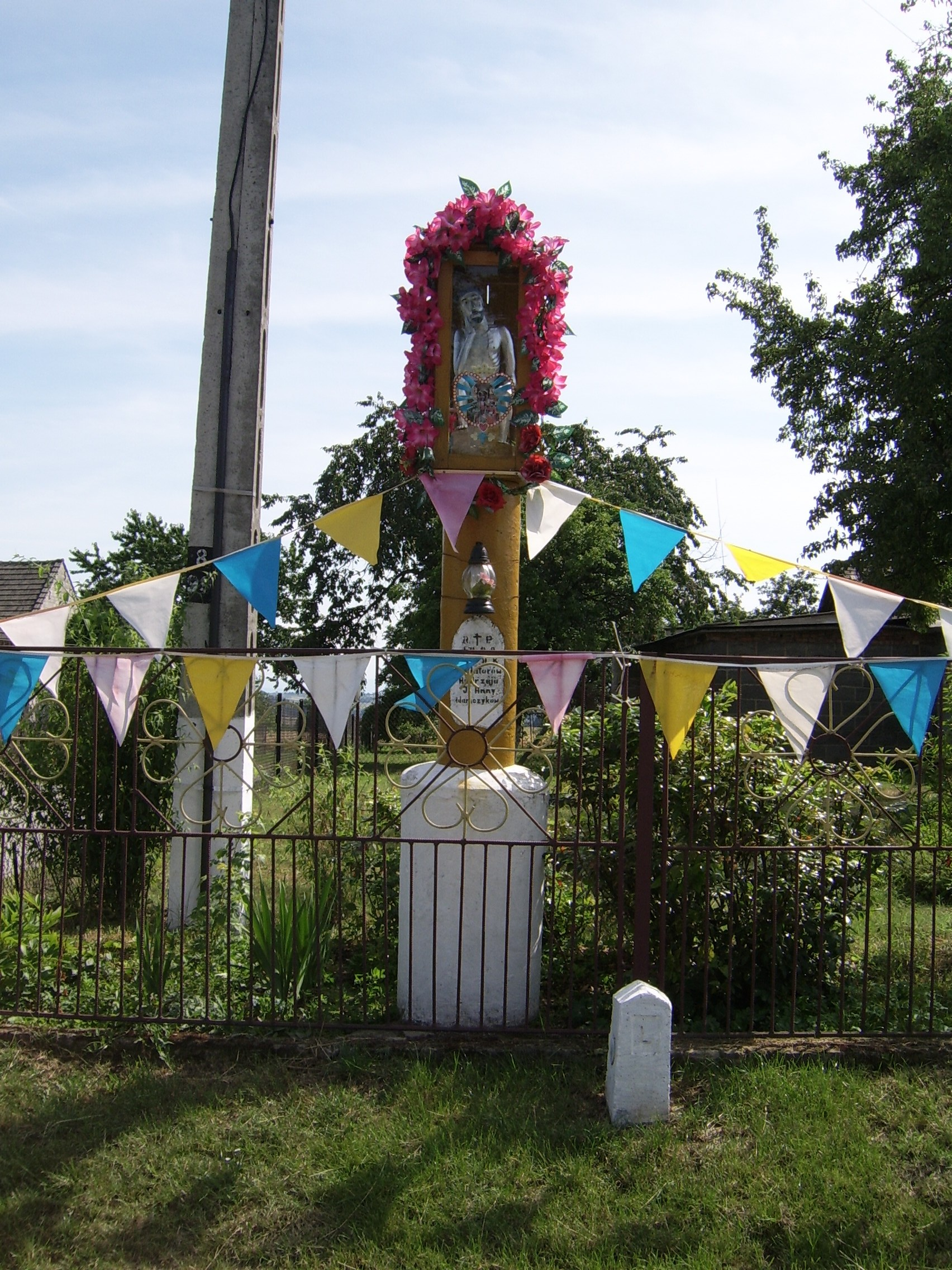
Chrystus Frasobliwy kapliczka z 1909 r.